# Émile Poilvé
Émile Marie Ange Poilvé (Mégrit, 22 settembre 1903 – Lescouët-Jugon, 11 ottobre 1962) è stato un lottatore francese, specializzato nella lotta libera.

## Palmarès
- Giochi olimpici

Berlino 1936: oro nei pesi medi.